# Лингуине
Лингуи́не (итал. linguine — «язычки»), или лингвинетте — классические итальянские макаронные изделия крупного формата из региона Лигурия. Они тоньше, чем феттучине, и ближе по форме к спагетти (макаронные изделия с длиной более 10 см), но слегка сплюснуты: особый вид узкой плоской вермишели. В отличие от спагетти лингуине подаются с морскими продуктами или песто.